# بيت الدمية الكبير (فلم)
بيت الدمية الكبير (بالإنجليزية: The Big Doll House) فيلم دراما، وإثارة، وأكشن أمريكي لعام 1971 للمخرج جاك هيل، ومن بطولة بام جرير، وجودي براون، وروبرتا كولينز، وبروك ميلز، وبات وودل. يتتبع الفيلم ست سجينات خلال الحياة اليومية في سجن استوائي غير معروف. في وقت لاحق من نفس العام عرض فيلم «نساء في أقفاص Women in Cages» الذي يقدم قصةً وإطارًا مشابهين، ونفس الممثلين إلى حد كبير، وتم تصويره في نفس مباني السجن المهجورة. تم إصدار فيلم ثالث في العام التالي 1972 يحمل عنوان «قفص الطيور الكبيرة The Big Bird Cage»، ويحمل نفس الإطار.

## طاقم التمثيل
- بام جرير: في دور جرير
- جودي براون: في دور كولير
- روبرتا كولينز: في دور ألكوت
- سيد هيج: في دور هاري
- بروك ميلز: في دور هاراد
- بات وودل: في دور بودين
- كريستيان شميتمر: في دور ملكة جمال ديتريش
- كاثرين لودر: في دور لوسيان
- جيري فرانكس: في دور فريد
- جينا ستيوارت: في دور فيرينا
- جاك ديفيس: في دور دكتور فيليبس
- ليتي ميراسول: في دور ليتي
- شيرلي أوف ذا وينجز: في دور حارسة
- ميرنا دي فيرا: في دور حارسة
- سيوني كوردونا: في دور حارسة[8]

## أحداث الفيلم
تدخل كولير (جودي براون) السجن بعد أن أدينت بقتل زوجها. تتعرف على شاغلي زنزانتها الجميلين، حيث تقضي السجينات عقوبة في جرائم تتراوح من التمرد السياسي إلى إدمان الهيروين. غالبًا ما تصطدم النساء، مما يؤدي إلى قيام الحارسة السادية لوسيان (كاثرين لودر) بتعذيبهن. تخطط ألكوت (روبرتا كولينز)، وبودين (بات وودل)، رفاق زنزانة كولير، للهروب من السجن. توافق كولير، وزميلتها الأخرى فيرينا (جينا ستيوارت) على المضي في الأمر. تساعد في إكمال الخطة زميلتهم السحاقية الأخرى جرير (بام جرير)، بالرغم من شكوك زميلاتها في نيتها. تنضم صديقة جرير، والمدمنة على الهيروين هاراد (بروك ميلز)، وتدعي أنها ستكون مجهزة للهروب.
تنطلق مجموعة الهروب، وأثناء هروبهم، يقوموا بجمع العديد من السجينات كرهائن، ويأخذوا أيضاً مأمورة السجن الأنيقة الآنسة ديتريش (كريستيان شميتمر)، وطبيب السجن المتعاطف الدكتور فيليبس (جاك ديفيس)، وأيضا رجلين كان يسمح لهم بدخول السجن بانتظام لبيع منتجات السوق، هاري (سيد هيج)، وفريد (جيري فرانكس).

## الإنتاج
كان هذا من أوائل الأفلام التي أنتجها عملاق أفلام الدرجة الثانية روجر كورمان لشركته «أفلام نيو ورلد». اشترى كورمان، في الأصل، سيناريو لجيمس جوردون وايت، والذي طلب إعادة كتابته بعد ذلك. تقول روثمان إن زوجها تشارلز إس شوارتز، محرر القصة في العالم الجديد فرانسيس دويل، عرضت مقترحات قصة على جاك هيل، الذي لم يعجبه أي منها، ثم قاموا بالتخطيط لقصة جديدة بأنفسهم، واستأجروا دون سبنسر لكتابة السيناريو. تقول روثمان أيضًا إن كورمان أراد منها إخراج الفيلم، لكنها رفضتها، لذا وظفت كورمان جاك هيل بدلاً من ذلك.

## استقبال الفيلم
حصل الفيلم على 3 ملايين دولار من الإيجارات، وبلغ الدخل المحلي عشرة ملايين دولار.
منح موقع الطماطم الفاسدة الفيلم تقييماً مقداره 100% بناءاً على آراء 7 نقاد.
منح 2486 من مستخدمي موقع قاعدة بيانات الأفلام على الإنترنت متوسطًا مرجحًا للتصويت بلغ 5.9 / 10.

## روابط خارجية
- بيت الدمية الكبير على موقع IMDb (الإنجليزية)
- بيت الدمية الكبير على موقع روتن توميتوز (الإنجليزية)
- بيت الدمية الكبير على موقع ألو سيني (الفرنسية)
- بيت الدمية الكبير على موقع أول موفي (الإنجليزية)
- بيت الدمية الكبير على موقع فيلمافينيتي (الإسبانية)
- بيت الدمية الكبير على موقع قاعدة بيانات الفيلم (الإنجليزية)
- بيت الدمية الكبير على موقع ليتربوكسد (الإنجليزية)
- بيت الدمية الكبير على موقع كينوبويسك (الروسية)